# Selena Li Sze-Wan
Selena Lee Sze-Wan (12 februari 1981) is een Chinees-Canadese actrice in haar geboorteland Hongkong. Haar Chinese nome: 李施樺，Ze studeerde Business Commerce aan de Universiteit van Toronto, in 2003 deed ze mee aan de Miss Hongkong verkiezing en won de prijzen Miss Talent en Miss Photogenic, hierna werd ze gecontracteerd als artiest bij TVB. Ze heeft in verschillende series gespeeld als een van de hoofdrollen, waaronder To Grow With Love.
In september 2009, heeft ze 3 maanden vrij genomen van TVB en is ze teruggekeerd naar Canada om haar studie te vervolgen. Ze heeft haar bachelor-diploma behaald en is verder gaan acteren.
Ze spreekt Standaardkantonees, Engels, Frans en een beetje Standaardmandarijn.

## Filmografie
TVB-series
- (2004) The Last Breakthrough als Shirley Fong
- (2005) Just Love als Yoyo Leung
- (2005) The Herbalist's Manual als Ng Mo-Yung
- (2005) Life Made Simple als Joanna Yeung
- (2005) Real Kung Fu als Fu Chat Ho-Yuet
- (2006) Face to Fate als Yin Ye-Loi
- (2006) To Grow with Love als Kwok Bo-Lok
- (2007) A Change of Destiny als Sum Yi
- (2007) On The First Beat als Yip Ling-Fung
- (2007) Survivor's Law II als Cheng Choi-Yuk
- (2008) The Seventh Day als Miko Yuen Jing
- (2008) The Master of Tai Chi als Yin Chui-Kiu
- (2008) Forensic Heroes II als Cat Lee
- (2008) The Four als Nam Yuk-Fei
- (2008) When Easterly Showers Fall on the Sunny West als Fong Bo-Kei
- (2009) Just Love II als Yoyo Leung
- (2009) Beyond the Realm of Conscience als Man Bo Yin
- (2010) A Fistful of Stances als Wing Tsz Ching
- (2010) Can't Buy Me Love als Yuen Siu Yuk
- (2011) The Life and Times of a Sentinel als
- (2012) Wish and Switch als Hou Yurk-Hoi
- (2012) Gloves Come Off als Chai Pak-Fai
- (2012) The Confidant als Imperial Consort Yuen
- (2013) Slow Boat Home als Hei-Man Kwok
- (2013) Awfully Lawful als Elsa

Films
- (2007) Love is... - Vivian

- Library of Congress Control Number: no2011140209
- MusicBrainz: 0edcceed-6588-4d0d-9021-c427f06f5032
- Virtual International Authority File: 186835961
- WorldCat: E39PBJmDjqP9rdKJKv9pw4ycfq